# Муромський похід (1096)
Муромський похід — один з епізодів міжусобної війни 1094—1097 років у Київській Русі, в ході якого князь Олег Святославич здійснив 1096 року похід проти сина Володимира Мономаха Ізяслава, який раніше зайняв належний Олегу Муром. Внаслідок битви, що відбулася біля стін Мурома, війська Ізяслава розбито, а сам він загинув у бою. Повернувши місто, Олег продовжив наступ на володіння Володимира Мономаха.

## Історія
1095 року за наказом Володимира Мономаха в Переяславі вбито половецьких князів Ітлара й Кітана, які прийшли на переговори. Потім Володимир Всеволодович та Святополк Ізяславич здійснили успішний похід на половців. Перед цим вони запрошували приєднатися до нього й чернігівського князя Олега Святославича та просили його вбити сина хана Ітлара, який на той час перебував у Чернігові. На обидва прохання Олег відповів відмовою. Це стало ще однією з причин ворожнечі між Олегом Святославичем та Володимиром Всеволодовичем, які раніше воювали один з одним через Чернігів.
Наприкінці 1095 або на початку 1096 року син Володимира Всеволодовича Ізяслав зайняв належний Олегу Святославичу Муром і полонив призначеного Олегом посадника. Історики розходяться в думках про те, чи було захоплення Мурома власною ініціативою Ізяслава, чи він здійснив його за наказом свого батька.
1096 року Володимир Всеволодович і Святополк Ізяславич запросили Олега Святославича до Києва, щоб «урядитися про землю руську перед єпископами, ігуменами, мужами отців наших і людьми міськими», як на майбутній час захищати руську землю від половців. Олег дав горду відповідь: «Не піду на суд до єпископів, ігуменів та смердів». За даними В. Татищева, Володимир та Святополк заздалегідь вирішили виділити Олегу Муром, а Чернігів віддати його брату Давиду. Потім Володимир та Святополк звинуватили Олега у ворожості та вказали йому на тісні стосунки з половцями, після чого оголосили війну. Зібравши війська, вони рушили на Чернігів. Олег Святославич відступив до Стародуба, куди невдовзі підійшли війська Володимира Всеволодовича та Святополка Ізяславича. Облога тривала 33 дні, спроби штурму міста було відбито. У той час, поки київські та переяславські раті брали в облогу Стародуб, у володіння Володимира і Святополка вдерлися половці. Як наслідок, князі вступили в переговори. Олег пообіцяв виїхати до Смоленська до брата Давида і потім разом із ним прибути до Києва на княжий з'їзд. На знак твердості намірів князі цілували хрест.
Олег Святославич прибув до Смоленська і повідомив Давиду про намір відновити бойові дії та повернути Муром. Літописи містять суперечливі відомості про його перебування в Смоленську. За одними даними, смоляни відмовили йому в допомозі. За іншими — у місті він зміг зібрати військо, яке приєднав до своєї дружини. Після цього війська Олега рушили до Мурома.
У той же час Олег Святославич спробував мирним шляхом умовити Ізяслава Володимировича залишити місто, яке йому не належить. Літописці зберегли текст послання Олега:
|  | Йди у волость батька свого в Ростов: я хочу, сидячи тут, вирішити спір з твоїм батьком, бо він вигнав мене з міста батька мого. Чи ти й тут не хочеш віддати мені мого хліба?!Оригінальний текст (рос.) Иди въ волость отца своего, въ Ростовъ: я хочу, сидя здѣсь, рѣшиить споръ съ твоимъ отцомъ, потому что онъ выгналъ меня изъ города отца моего. Или ты и здѣсь не хочешь отдать мнѣ моего хлѣба? |

Деякі історики звернули увагу, що навіть негативно налаштований до Олега літописець наголосив на його правоті: «І не послухав Ізяслав цих слів, сподіваючись на безліч воїнів. Олег же сподівався на правду свою, бо мав рацію в цьому Олег, і пішов до міста з воїнами».
Ізяслав Володимирович відкинув мирні ініціативи Олега та розпочав збір військ. Як відзначав П. В. Голубовський, повільний рух раті Олега дозволив Ізяславу зібрати значні сили з міст Північно-Східної Русі — Ростова, Суздаля та Білоозера. 6 вересня 1096 війська князів зійшлися в битві на полі поблизу Мурома. Згідно з літописами, атаку почала рать Олега. Незабаром у запеклій битві вбито Ізяслава Володимировича, після чого його військо втекло частково до Мурома, а частково — у довколишній ліс.
Муром здався без бою, після чого Олег Святославич продовжив наступ на володіння Володимира Мономаха і захопив також Суздаль та Ростов. Тут до нього прибув посланець від Мстислава Володимировича, який княжив у Новгороді, та запропонував Олегу Святославичу залишити Ростов і Суздаль і обіцяв сприяти його примиренню з Володимиром Всеволодовичем. Незабаром Олег одержав і примирливий лист від Володимира. Однак він відхилив мирну ініціативу і рушив у похід на Новгород, до нього приєднався і його молодший брат Ярослав Святославич. Мстислав Володимирович зібрав велике військо з новгородців і пішов назустріч Олегу та Ярославу Святославичам. Ті відступили назад до Суздаля, де знову отримали від Мстислава пропозицію про мир. Демонстративно погодившись на примирення, Олег через кілька днів атакував військо Мстислава, але був розбитий і втік у Рязань, звідки пішов до половців. Там він отримав третю мирну пропозицію від Мстислава, який писав:
|  | Не тікай нікуди, але пішли до братії своєї з благанням не позбавляти тебе Руської землі. І я пошлю до батька просити за тебе |

На цей раз Олег погодився. Договір скріпили хресним цілуванням, Олег повернувся до Рязані, а Мстислав пішов у Новгород.